# 4 World Trade Center (1975–2001)
O 4 World Trade Center original (também conhecido como Southeast Plaza Building ou 4 WTC) foi um edifício de nove andares e 36 m de altura no canto sudeste do complexo do World Trade Center em Lower Manhattan, na cidade de Nova Iorque. Concluído em 1975, o edifício foi projetado por Minoru Yamasaki e Emery Roth & Sons. Em 11 de setembro de 2001, o edifício foi muito danificado em decorrência dos ataques realizados pelo grupo terrorista islâmico al-Qaeda e, posteriormente, foi demolido. Seu local agora é onde se encontram o 3 World Trade Center e o novo 4 World Trade Center.

## História
O 4 World Trade Center foi construído no local do complexo do Hudson Terminal. A construção começou no final de 1972, depois que o Hudson Terminal foi demolido. O edifício e sua parte do The Mall At The World Trade Center foram concluídos em 1975. Os primeiros locatários, o Commodities Exchange Center, começaram a se mudar para o edifício em janeiro de 1977. Em 1º de julho de 1977, o Mercantile Traders (New York Mercantile Exchange) concluiu a mudança para o prédio. Os principais locatários do edifício eram o Deutsche Bank (que ocupava os andares 4, 5 e 6) e a New York Board of Trade (ocupando os andares 7, 8 e 9). O lado do edifício voltado para a Liberty Street abrigava a entrada no nível da rua do The Mall at the World Trade Center, no subsolo.
O 4 World Trade Center era o local das bolsas de mercadorias no que era, na época, um dos maiores pregões do mundo (apresentado no filme Trading Places, de Eddie Murphy). Essas bolsas de mercadorias tinham, em conjunto, 12 boxes de negociação.

### Destruição
As Torres Gêmeas do World Trade Center foram destruídas durante os ataques de 11 de setembro, criando destroços que destruíram ou danificaram gravemente os edifícios próximos, como o 4 World Trade Center original. Grande parte dos dois terços do sul do edifício foi destruída, e a parte norte restante foi praticamente destruída, como resultado do colapso da Torre Sul. A estrutura foi posteriormente demolida para dar lugar à reconstrução.
Na época dos ataques de 11 de setembro, as bolsas de mercadorias do edifício tinham 30,2 milhões de onças (860.000.000 g) de moedas de prata e 379.036 onças (10.745.500 g) de moedas de ouro no porão. As moedas no porão tinham um valor estimado em US$ 200 milhões. Grande parte das moedas havia sido removida em novembro de 2001; Os caminhões transportaram as moedas para fora do porão por meio de uma seção intacta, mas abandonada, dos Túneis de Downtown Hudson. Muitas moedas pertencentes ao Bank of Nova Scotia foram compradas em 2002, reembaladas pelo Professional Coin Grading Service e revendidas a colecionadores.

## Locatários
Os seguintes locatários tinham espaço no 4 World Trade Center na época dos ataques:
| Inquilino                           | Metros quadrados alugados | Andares ocupados | Indústria                |
| ----------------------------------- | ------------------------- | ---------------- | ------------------------ |
| Deutsche Bank                       | 273.991                   | 4–6              | Instituições financeiras |
| Conselho de Comércio de Nova York   | 125.000                   | 7–9              | Governo                  |
| Overseas-Chinese Banking Corp.      | 6.516                     | 7                | Instituições financeiras |
| Green Coffee Association            | 7.500                     | 5                | Serviços Pessoais        |
| Gelderman, Inc.                     | 4.000                     | 7                | Serviços Pessoais        |
| Tony May's Gemelli Restaurant & Bar | 10.000                    | 0                | Varejistas/Atacadistas   |

Antiga planta do local, com o 4 World Trade Center original no canto sudeste.
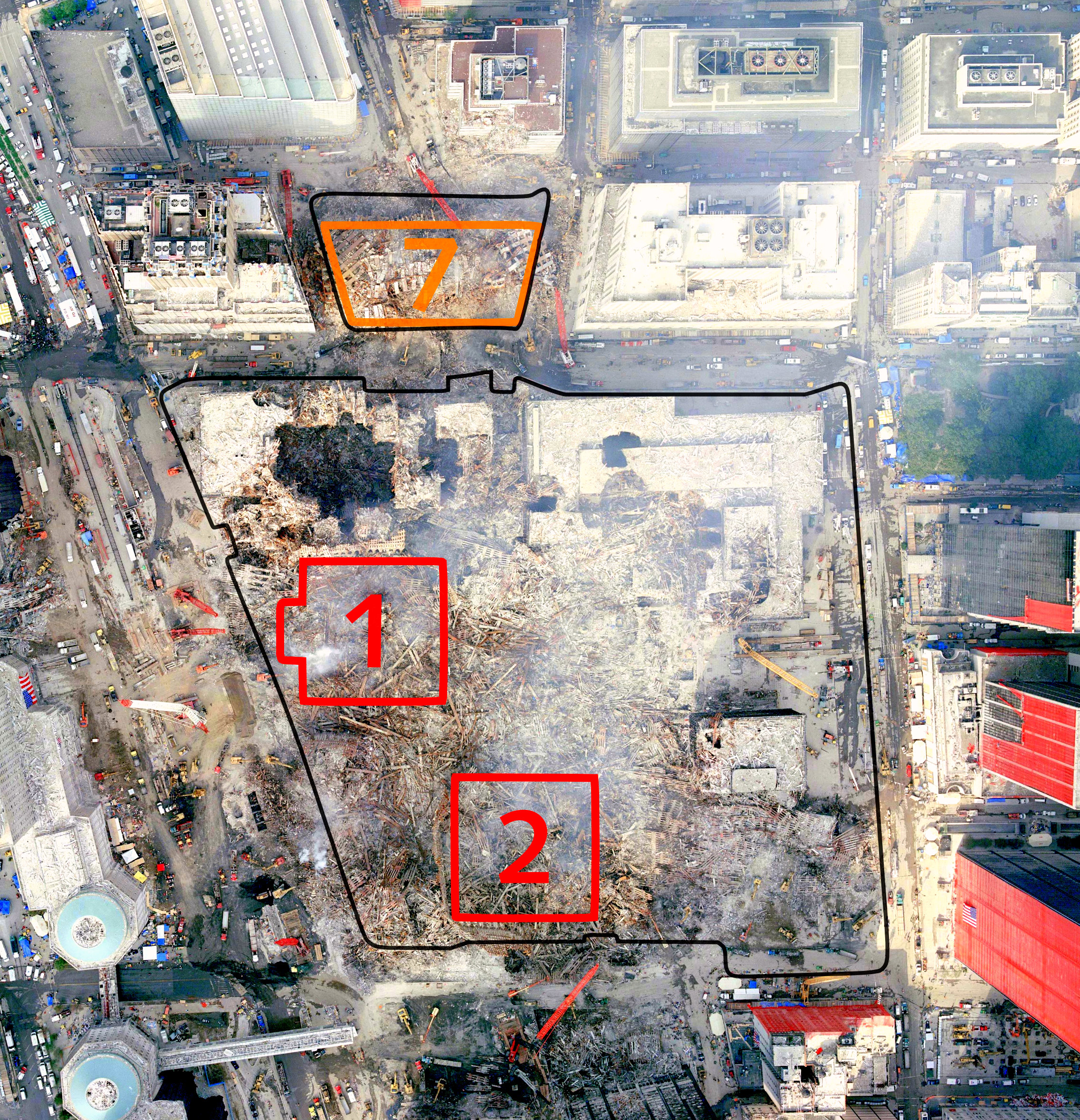
Imagem aérea do Ground Zero onde ficava o complexo do WTC e prédios vizinhos, em 23 de setembro de 2001. Parte restante do 4 World Trade Center visível no canto sudeste.
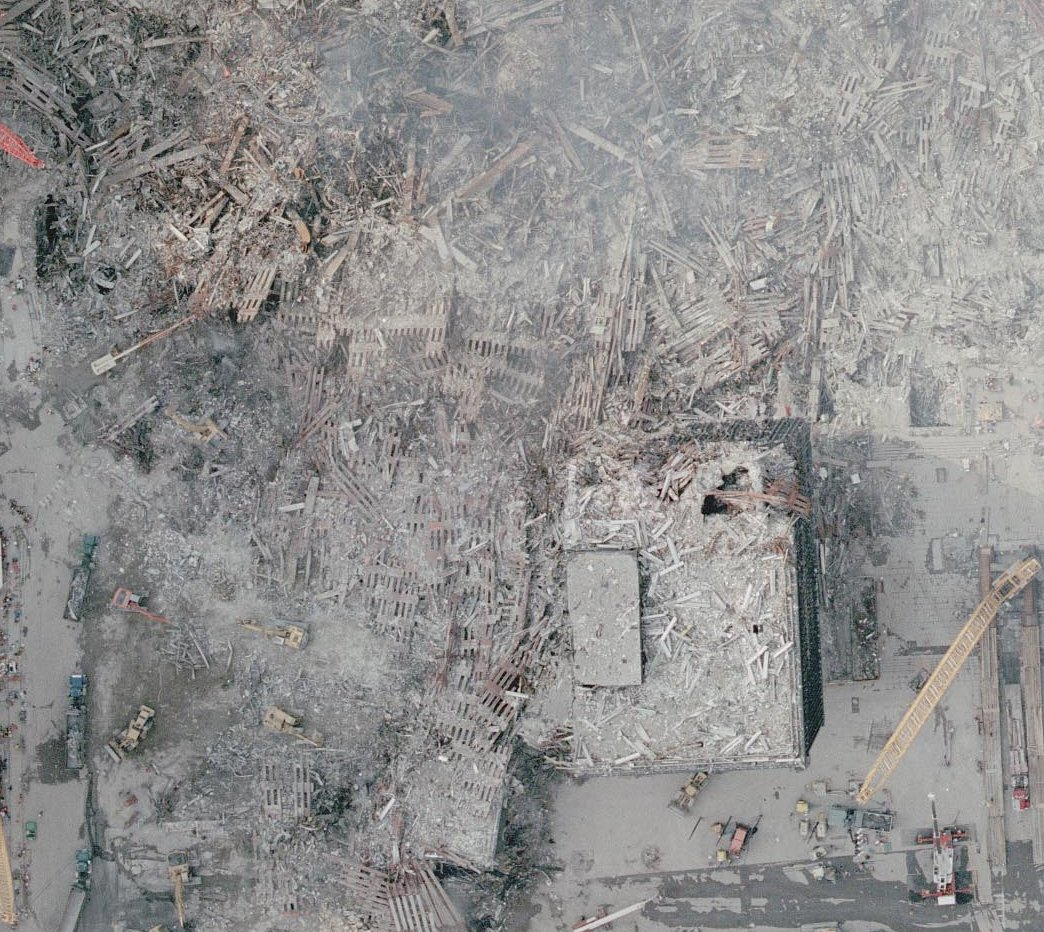
Local do 4 WTC em imagem aérea da NOAA, orientada para o sul à esquerda da imagem (23 de setembro de 2001). É possível ver grande parte do 4 World Trade Center destruída (lado esquerdo da imagem), sendo também possível identificar a parte norte danificada (à direita).
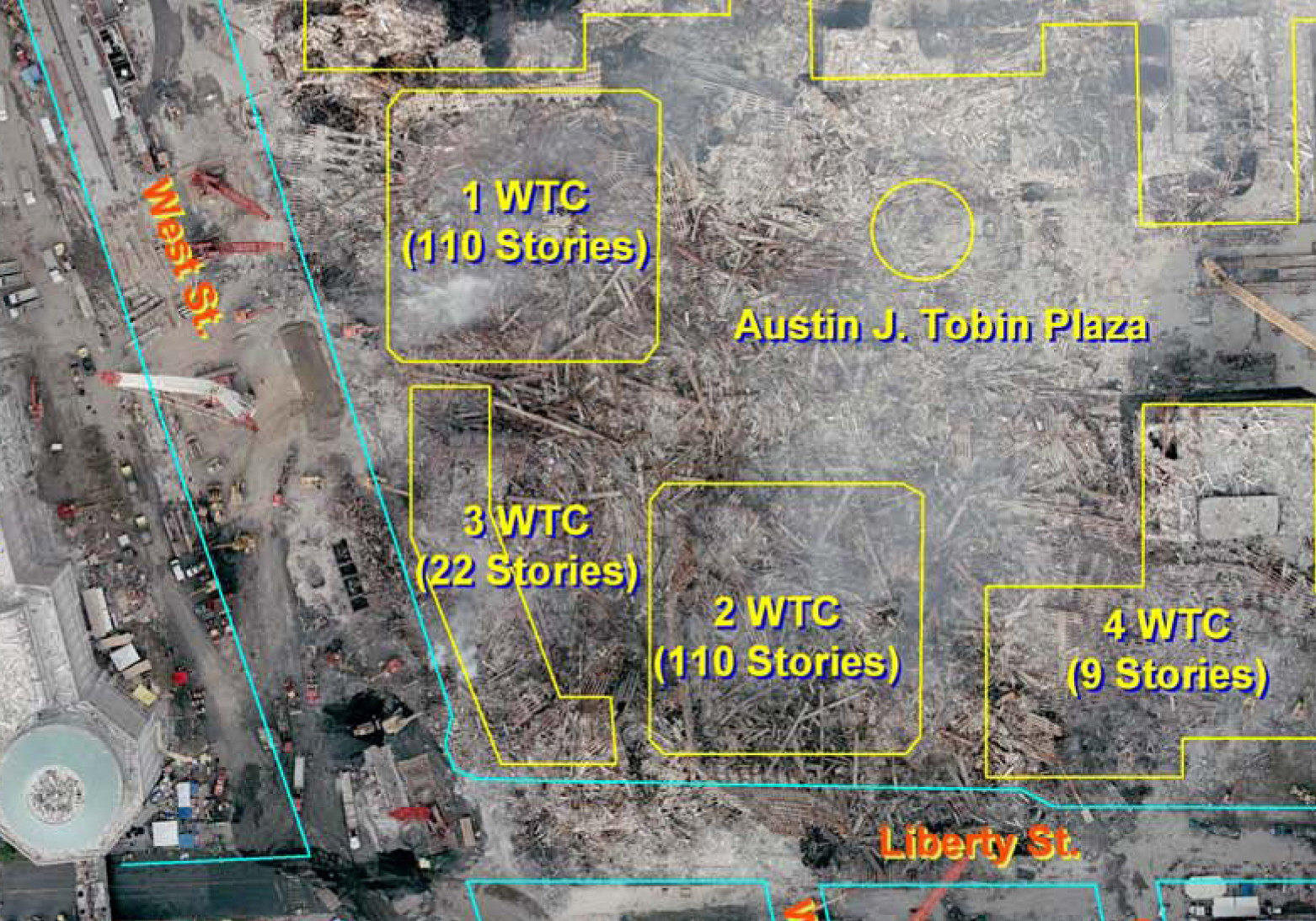
Uma vista aérea do complexo do World Trade Center, em 17 de setembro de 2001, com as localizações originais dos edifícios.